# Gustaf Lewenhaupt (ryttare)
Carl Gustaf Sixtensson Lewenhaupt, född 20 augusti 1879 i Örebro församling, Örebro län, död 7 augusti 1962 i Hedvig Eleonora församling, Stockholms stad, var en svensk greve, militär, hovman och ryttare.

## Biografi
Lewnhaupt var son till överste Sixten Lewenhaupt (död 1916) och dennes hustru, friherrinnan Julie Aurore De Geer af Finspång (död 1948). I grunden var han till yrket militär vid Livgardets dragoner, och uppnådde graderna major i armén respektive ryttmästare i kavalleriet. Som hovman tjänstgjorde han därtill som kammarherre samt som adjutant till dåvarande kronprinsen, sedermera Gustaf VI Adolf.
Som ryttare var Lewenhaupt med och tog OS-guld i lag i hästhoppning i olympiska sommarspelen 1912 i Stockholm på hästen Medusa. Individuellt kom han nia i hoppningen. Han deltog också i modern femkamp och där kom han på sjuttonde plats. Gustaf Lewenhaupt är begravd på Norra begravningsplatsen utanför Stockholm.

## Utmärkelser

### Svenska utmärkelser
- Konung Gustaf V:s jubileumsminnestecken med anledning av 70-årsdagen, 1928.[4]
- Konung Oscar II:s och Drottning Sofias guldbröllopsminnestecken, 1907.[4]
- Riddare av Svärdsorden, 6 juni 1923.[4]
- Kommendör av Nordstjärneorden, 6 juni 1941.[4]
- Riddare av Nordstjärneorden, 6 juni 1934.[4]
- Riddare av Vasaorden, 6 juni 1925.[4]
- Konung Gustaf V:s olympiska minnesmedalj, 1912.[4]

### Utländska utmärkelser
- Riddare av Belgiska Leopoldsorden, 2 november 1926.[4]
- Riddare av Danska Dannebrogorden, 1915.[4]
- Riddare av fjärde klassen av Preussiska Kronorden, 1908.[4]
- Riddare av tredje klassen av Ryska Sankt Annas orden, 26 juni 1909.[4]